# Leptogaster vitripennis
Leptogaster vitripennis là một loài ruồi trong họ Asilidae. Leptogaster vitripennis được Schiner miêu tả năm 1867. Loài này phân bố ở vùng Tân nhiệt đới.